# Thronfolge (Luxemburg)
Die Thronfolge im Großherzogtum Luxemburg wird durch die Verfassung vom 9. Juli 1848 geregelt.
Art. 3 der Verfassung lautet: „Die Krone des Großherzogtums ist erblich in der Familie Nassau, und zwar in Gemäßheit des Vertrages vom 30. Juni 1783, des Art. 71 des Wiener Traktats vom 9. Juni 1815 und des Londoner Vertrags vom 11. Mai 1867.“
„Das Thronfolgerecht in Luxemburg ist, mangels einer weiteren gesetzlichen Bestimmung, so, wie es das gemeine deutsche Recht aussagt, die agnatische Erbfolge (salisches Erbfolgerecht nur von Mann zu Mann), wobei erst bei der Ermangelung eines männlichen Thronfolgers innerhalb des bestehenden großherzoglichen Hauses die weibliche Thronfolge eintritt, um dann sofort wieder agnatisch in dem neuen großherzoglichen Hause wird. Sollte also ein Großherzog nur Töchter haben, so folgt ihm auf den Thron sein Bruder, der Bruder seines Vaters oder seines Großvaters oder Urgroßvaters väterlicherseits (sofern diese von der, das neue großherzogliche Haus gründende regierenden Großherzogin abstammen) und erst, wenn alle männlichen Mitglieder des neuen großherzoglichen Hauses gestorben sind und keine männlichen Nachkommen haben, ist die älteste Tochter des zuletzt regierenden Großherzogs und in deren Ermangelung deren Bruders Tochter und in Ermangelung einer solchen die Schwester des letzten Großherzogs thronfolgeberechtigt (weibliche Thronfolge beim Aussterben im Mannstamm nach der Pragmatischen Sanktion).“
Durch einen Erlass von Großherzog Henri wurde die Thronfolge für seine Nachkommen dahingehend geändert, dass „[...] für den Fall des Ablebens oder der Abdankung eines regierenden Großherzogs das Recht der Thronfolge künftig nicht mehr allein auf den Mannesstamm zu begrenzen, sondern das Recht der Erstgeburt unabhängig vom Geschlecht einzuführen, zu bestätigen und zu bekräftigen [ist], so dass die Thronfolge dem erstgeborenen Kind eines regierenden Großherzogs zukommen und verbleiben soll.“

## Derzeitige Reihenfolge der Thronfolge
Die ersten zehn Personen dieser Liste sind alle Nachkommen von Großherzog Henri, für die die neue Erbfolge gilt. Die übrigen Personen sind Nachfahren von Großherzog Jean (Henris Vater), für die noch die alte Erbfolge gilt:
Großherzogin Charlotte → Großherzog Jean → Großherzog Henri
1. Erbgroßherzog Guillaume Jean Joseph Marie (* 11. November 1981)
2. 00 Prinz Charles Jean Philippe Joseph Marie Guillaume (* 10. Mai 2020)
3. 00 Prinz François Henri Luis Marie Guillaume (* 27. März 2023)
4. Prinz Félix Léopold Marie Guillaume (* 3. Juni 1984)
5. 00 Prinzessin Amalia Gabriela Maria Teresa (* 15. Juni 2014)
6. 00 Prinz Liam Henri Hartmut (* 28. November 2016)
7. 00 Prinz Balthasar Felix Karl (* 7. Januar 2024)
8. Prinzessin Alexandra Joséphine Teresa Charlotte Marie Wilhelmine (* 16. Februar 1991)
9. 00 Victoire de Nassau Bagory (* 14. Mai 2024)
10. Prinz Sébastien Henri Marie Guillaume (* 16. April 1992)
Großherzog Wilhelm IV. → Großherzogin Charlotte → Großherzog Jean
11. Prinz Guillaume Marie Louis Christian (* 1. Mai 1963)
12. 00 Prinz Paul Louis Jean Marie Guillaume (* 4. März 1998)
13. 00 Prinz Léopold Guillaume Marie Joseph (* 2. Mai 2000)
14. 00 Prinz Jean André Guillaume Marie Gabriel Marc d’Aviano (* 13. Juli 2004)
Großherzog Wilhelm IV. → Großherzogin Charlotte → Prinz Charles
15. Prinz Robert Louis François Marie (* 14. August 1968)
16. 00 Prinz Alexandre Théodore Charles Marie (* 18. April 1997)

Verzichtet auf die Thronfolge haben die Prinzen Louis Xavier Marie Guillaume (* 3. August 1986), einer der Söhne von Großherzog Henri, und Jean Félix Marie Guillaume (* 15. Mai 1957), ein jüngerer Bruder von Henri und Sohn von Großherzog Jean.